# غاري كلارك (مغني)
غاري كلارك (بالإنجليزية: Gary Clark)‏ هو مغني وكاتب أغاني ومنتج أسطوانات بريطاني، ولد في 10 مارس 1962 في دندي في المملكة المتحدة.

## وصلات خارجية
- غاري كلارك على موقع ميوزك برينز (الإنجليزية)
- غاري كلارك على موقع ديسكوغز (الإنجليزية)